# Bioenergia (alternatív gyógyászat)
A bioenergia vagy teljes nevén biológiai energia az alternatív gyógyászatban, a keleti hagyományokban, filozófiákban és az ezoterikus irodalomban használt kifejezés, amely az élő szervezetek olyan – fizikailag nem, vagy csak közvetve mérhető – láthatatlan energiaáramlását jelenti a test körül, amely nélkül nincs élet. Azok szerint, akik hisznek a bioenergia létezésében, azok szerint ez a bioenergia tartja életben az élőlényeket, így az embert is. E kultúrkörök alapján erősebb-gyengébb mértékben minden élőlény rendelkezik bioenergiával. Ennek mértéke genetikailag meghatározott és az egyed egészségi állapotától függően változó erősségű. Létezését a tudomány nem ismeri el, mai állása szerint talán a mágnesáram kifejezés és tartomány az, amibe a bioenergia, mint jelenség belefér.
Az alternatív gyógyászatban a bioenergia fő jellemzői közé tartozik:
- bioelektromosság
- biomágnesesség
- aura formájában való sugárzásképesség

A bioenergiának a gyógyászatban, az egyéni harcművészetekben és még több más területen való tudatos felhasználására utaló adatok az írott történelem legrégebbi korszakaiban is megtalálható. Sokféle elnevezése ismert: szanszkrit eredetű szóval pránának (प्राण), kínaiul csi-nek (氣), latinul vis vitalis-nak (életerő), görögül pneumának (ókori jelentése: a levegővel belélegzett életerő), angolul psychologic energy-nek (lelki energia) vagy psi-energy-nek, egyéb kultúrkörökben asztrális energiának, életenergiának, éteri erőnek (radiesztézia), asztrális fénynek (Blavatsky) is nevezik.
A bioenergiát alkalmazó módszerek a természetgyógyászat egyik szakmailag és jogilag meghatározott hivatalos elnevezése és szakterülete. A szakma művelőjét bioenergetikusnak nevezik. A szakterület művelése csak orvos által felállított diagnózis és terápiás terv alapján, a klinikai gyógyászatban elfogadott gyógykezelések kiegészítéseként (komplementer medicinaként) végezhető. Ezen módszerek közé sorolják az érintés nélküli bioenergiai besugárzás különböző módszereit (például a reikit) és különféle más eljárásokat is. A bioenergiát alkalmazó módszerek nem csak a szűkebb értelemben vett pszi-sebészeti gyógyítással, hanem az azt segítő és más bioenergetikai ágazatokkal (például radiesztézia) is foglalkozik.